# 衛戍教会

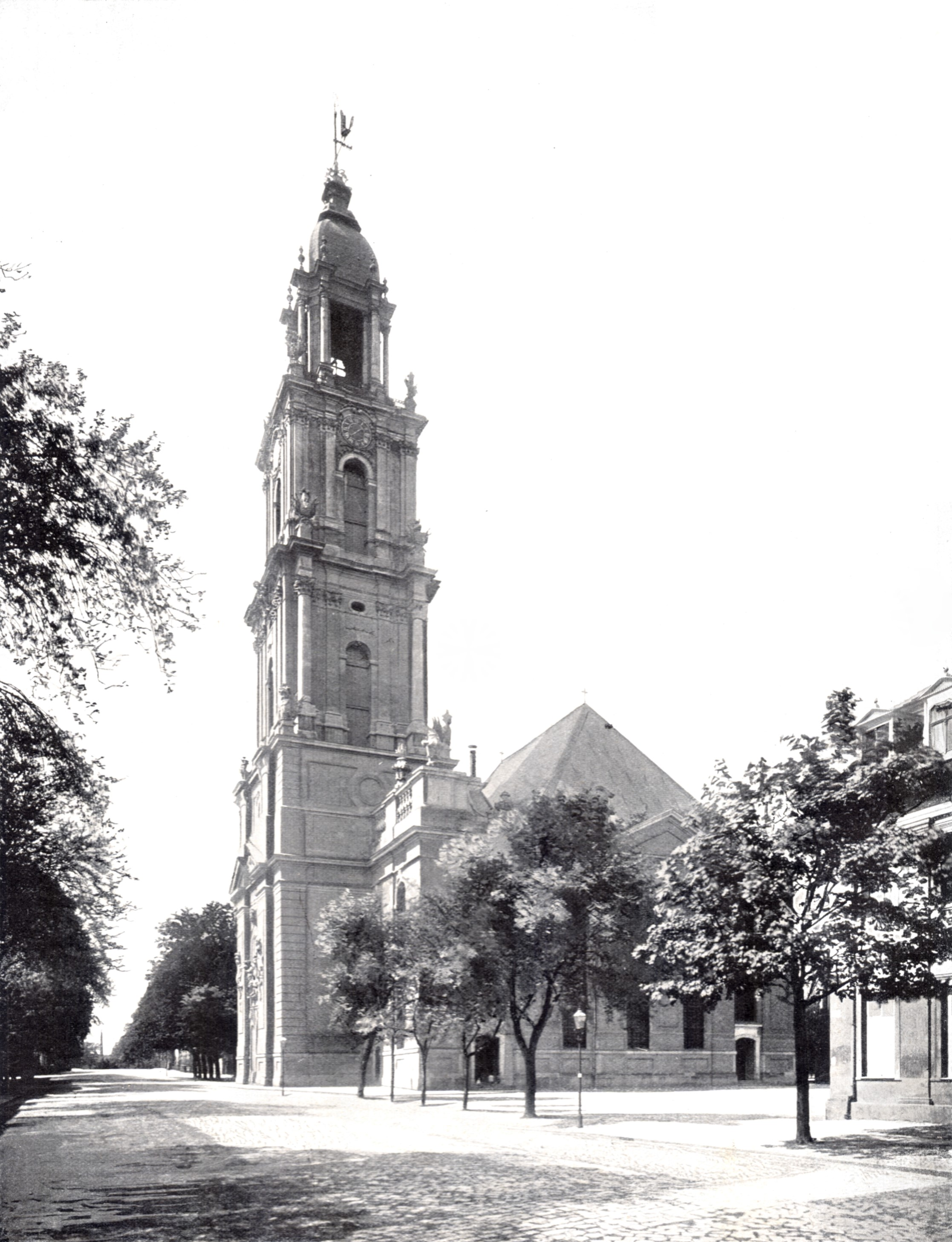
衛戍教会 (1900年)

衛戍教会（えいじゅきょうかい、英語: Garrison Church、ドイツ語: Hof- und Garnisonkirche）は、ドイツ連邦共和国ブランデンブルク州のポツダムにあった、バロック様式の福音主義教会である。

## 歴史
1918年まではプロイセンの領邦教会であった。もとはプロイセン君主のための改革派教会として建てられたもので、1817年に改革派教会とルター派教会が合同して古プロイセン合同福音主義教会が設立された際に合同教会となった。
プロイセン王フリードリヒ・ヴィルヘルム1世がポツダムの宮廷と駐屯兵のための教会として、建築家フィリップ・ゲルラッハに建築を命じた。1732年8月17日に奉献され、すぐに軍民問わず多くの信徒が参詣するようになった。フリードリヒ・ヴィルヘルム1世は1740年の崩御に際して自らを衛戍教会に埋葬するよう遺言し、その希望通りこの教会の墓地に埋葬された。1786年にはフリードリヒ大王も埋葬されたが、これは本人の遺志には反するものであった (フリードリヒ大王は、サンスーシ宮殿で先立った愛犬の隣に埋葬して欲しいと願っていた)。
ロシア皇帝アレクサンドル1世とナポレオンは、衛戍教会にフリードリヒ大王の墓所を訪ねている。衛戍教会は最初に自由選挙で選出されたポツダム市議会が開かれた場所であり、また、ルター派教会および改革派教会が両者の合同を祝った場所でもあった。ナチスは自らをフリードリヒ大王を含むプロイセン王国の伝統の継承者に位置づけ、さらにこれらの故事を自らの権力掌握の正当性の根拠とすべく、1933年3月21日のドイツ国会開会に先だって衛戍教会で式典を開催し、この日をポツダムの日とした。7月20日事件の主要メンバーおよびその家族も衛戍教会に詣でている。
身廊と鐘楼は1945年4月14日深夜から15日未明にかけての空襲で破壊され、外壁のみが残った。1950年には鐘楼の十字架状の壁の内側に聖十字教会が建てられ、1968年夏まで信徒が集まり拝礼を捧げていた。しかしドイツ社会主義統一党第一書記ヴァルター・ウルブリヒトは広がる抗議運動を無視して残った外壁もろともすべて破壊するよう命じ、1971年にコンピューティングセンターを建設した。
衛戍教会は、2004年からクロス・オブ・ネイルズに加入している。
2004年に熱心な市民が非営利団体として衛戍教会再建推進委員会を設立し、2008年6月にはポツダム衛戍教会財団が設立された。どちらの団体も、衛戍教会を市民のための教区教会としてでだけではなく、将来にわたってドイツとヨーロッパの協力が可能かつ不可欠であることを思い起こさせるものとして再建するため協働している。2013年には、文化・メディア連邦政府委員会が衛戍教会を重要文化財に指定し、再建資金として1,200万ユーロを拠出した。

## ギャラリー
- 衛戍教会の鐘楼にあったカリヨン
- フリードリヒ大王の墓所を訪ねるナポレオン。1806年。
- 1827年頃の衛戍教会。カール・ハーゼンプフルーグによる油彩画。
- 空襲後の様子。1945年。
- 解体される前の様子。1966年。
- 衛戍教会が描かれた、1935年発行の5ライヒスマルク硬貨。
- 1933年3月21日の国会再開を祝って1934年に発行された5ライヒスマルク硬貨。衛戍教会の描かれた面に日付が入れられている。
- 再建中の衛戍教会（2020年撮影）